# Dwie kobiety (film 2017)
Dwie kobiety (fr. Sage femme) – francuski film dramatyczny z 2017 roku w reżyserii Martina Provosta, wyprodukowany przez wytwórnię Memento Films. Główne role w filmie zagrały Catherine Frot i Catherine Deneuve.
Premiera filmu odbyła się 22 marca 2017 we Francji. W Polsce premiera filmu odbyła się 25 sierpnia 2017.

## Fabuła
Claire Breton (Catherine Frot) dobiega pięćdziesiątki i prowadzi nudne życie na przedmieściach Paryża. Kobieta jest szefową położnych w niewielkiej klinice. Nocami dyżuruje, a w dzień odsypia. Jej syn niedawno się wyprowadził, wkrótce Claire może stracić pracę – mały szpital nie wytrzymuje konkurencji z pobliskim, nowoczesnym molochem. Jej świat staje na głowie, kiedy pojawia się dawna kochanka ojca Claire, Béatrice Sobolevski (Catherine Deneuve). Pod wpływem tej pełnej energii, spontanicznej siedemdziesięciolatki Claire zaczyna odkrywać uroki życia.

## Obsada
- Catherine Deneuve jako Béatrice Sobolevski
- Catherine Frot jako Claire Breton
- Olivier Gourmet jako Paul Baron
- Quentin Dolmaire jako Simon
- Mylène Demongeot jako Rolande
- Pauline Étienne jako Cécile Amado
- Pauline Parigot jako Lucie
- Marie Gili-Pierre jako Evelyne

## Produkcja
Zdjęcia do filmu kręcono w Paryżu, Mantes-la-Jolie, Villiers-sur-Marne, Villeneuve-Saint-Georges, Éragny, Bondy i Limay we Francji oraz w Verviers i Liège w Belgii.

## Odbiór
Film Dwie kobiety spotkał się z pozytywnymi recenzjami od krytyków. W serwisie Rotten Tomatoes średnia ocen filmu wyniosła 94% ze średnią oceną 7,3 na 10. Na portalu Metacritic średnia ocen wyniosła 67 punktów na 100.